# Centaurea coronata
Centaurea coronata là một loài thực vật có hoa trong họ Cúc. Loài này được Lamy mô tả khoa học đầu tiên năm 1865.